# Bopyroides cluthae
Bopyroides cluthae là một loài chân đều trong họ Bopyridae. Loài này được Scott miêu tả khoa học năm 1902.